# NGC 719
NGC 719 est une vaste galaxie lenticulaire située dans la constellation du Bélier. NGC 719 a été découverte par l'astronome prussien Heinrich d'Arrest en 1861. Cette galaxie a aussi été observée par l'astronome français Stéphane Javelle le 18 janvier 1896 et elle a été ajoutée plus tard à l'Index Catalogue sous la désignation IC 1744.

## Caractéristiques
Sa vitesse par rapport au fond diffus cosmologique est de 8 864 ± 37 km/s, ce qui correspond à une distance de Hubble de 130,7 ± 9,2 Mpc (∼426 millions d'al).